# Naturdenkmal (Oberösterreich)

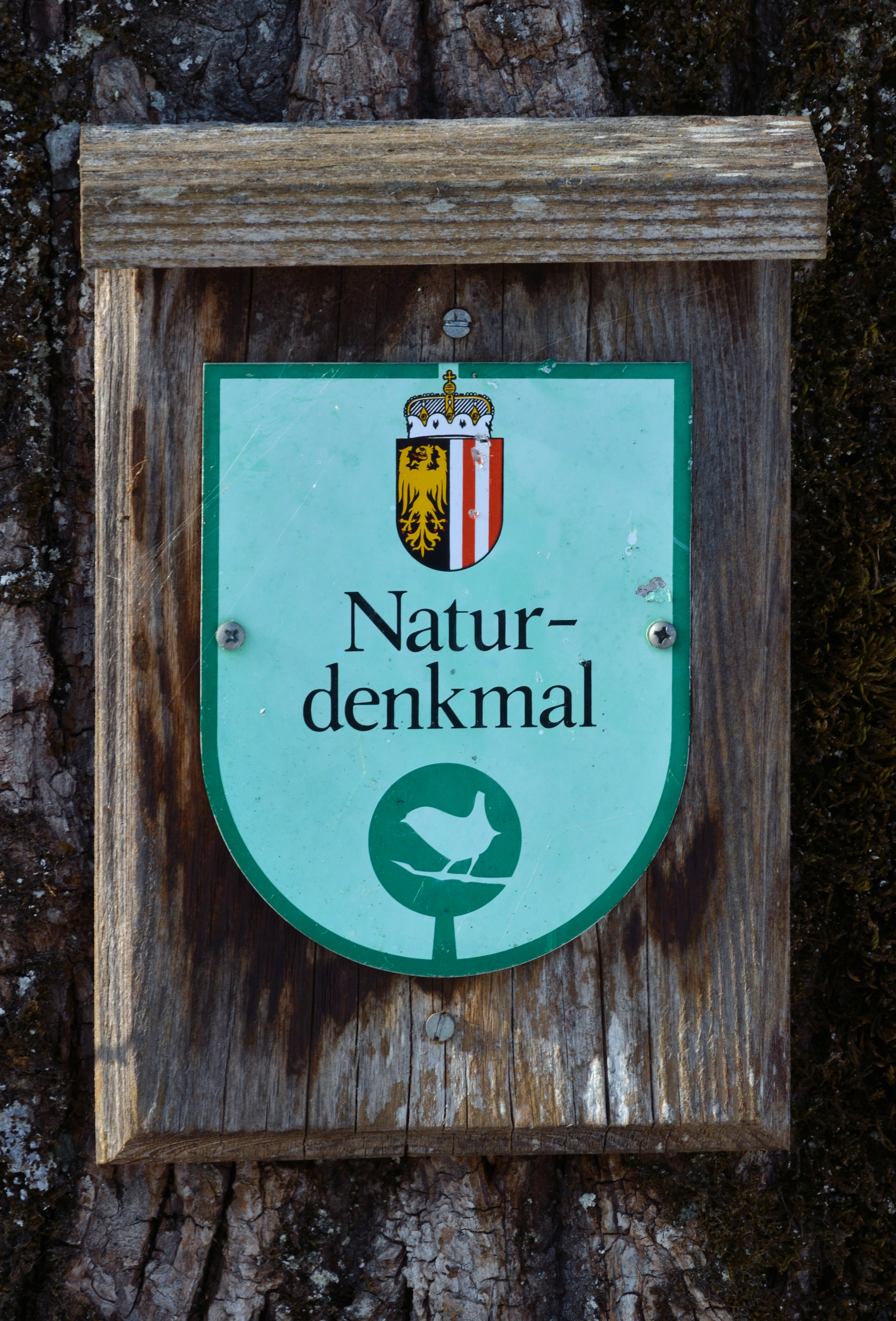
Naturdenkmal-Plakette des Landes Oberösterreich

Als Naturdenkmal hat das Land Oberösterreich Naturgebilde unter Schutz gestellt, die wegen ihrer Eigenart oder Seltenheit bzw. wegen ihres besonderen wissenschaftlichen oder kulturellen Wertes oder wegen des besonderen Gepräges, das sie dem Landschaftsbild verleihen. In Oberösterreich bestehen 546 Naturdenkmale (März 2014).

## Gesetzliche Grundlagen

### Begriffsdefinition
Laut Paragraph 16 des Landesgesetzes über die Erhaltung und Pflege der Natur (Oö. Natur- und Landschaftsschutzgesetz 2001 - Oö. NSchG 2001) sind Naturdenkmale „Naturgebilde, die wegen ihrer Eigenart oder Seltenheit, wegen ihres besonderen wissenschaftlichen oder kulturellen Wertes oder wegen des besonderen Gepräges, das sie dem Landschaftsbild verleihen, erhaltenswürdig sind“. Des Weiteren kann es sich bei Naturdenkmalen um Naturgebilde handeln, „in denen seltene oder wissenschaftlich interessante Mineralien oder Fossilien vorkommen“. Neben dem Naturgebilde selbst kann auch die zur Erhaltung des Naturgebildes notwendige oder die sein Erscheinungsbild unmittelbar mitbestimmende Umgebung durch Bescheid der Landesregierung als Naturdenkmal ausgewiesen werden. Voraussetzung für die Ausweisung als Naturdenkmal ist zudem, dass das öffentliche Interesse am Erhalt des Naturgebildes und dessen Umgebung alle anderen öffentlichen Interessen überwiegt. Sind diese Voraussetzungen nicht mehr gegeben sind, so ist die Feststellung als Naturdenkmal zu widerrufen.
Als schützenswerte Naturgebilde gelten insbesondere Wasserfälle, Felsbildungen, erdgeschichtliche Aufschlüsse und Erscheinungsformen, Gehölz- und Baumgruppen sowie einzelne Bäume.

### Eingriffe und Gefährdungen bei Naturdenkmalen
Als Eingriffe in ein geschütztes Objekt gilt jede vorübergehende oder dauerhafte Maßnahme, die nicht unbedeutende Auswirkungen auf das Schutzgebiet oder -objekt oder im Hinblick auf den Schutzzweck bewirken kann oder durch mehrfache Wiederholung oder Häufung derartiger Maßnahmen voraussichtlich bewirkt. eEn Eingriff liegt auch dann vor, wenn die Maßnahme selbst außerhalb des Schutzgebietes oder -objektes ihren Ausgang nimmt (Oö. NSchG 2001, §3 Z. 3). Derartige Eingriffe an Naturdenkmalen sind nur erlaubt, wenn sie auf Grund gesetzlicher Bestimmungen oder im Interesse der Sicherheit von Menschen oder zur Abwehr der Gefahr bedeutender Sachschäden vorgenommen werden müssen. Andere Eingriffe kann die Landesregierung, gegebenenfalls auch unter Vorschreibung von Bedingungen, Befristungen oder Auflagen, für Maßnahmen zur Sicherung des Schutzzweckes oder soweit dadurch der Schutzzweck nicht maßgeblich beeinträchtigt wird, bewilligen.
Neben dem Schutz vor Eingriffen verpflichtet das Natur- und Landschaftsschutzgesetz den Eigentümer bzw. Verfügungsberechtigten des Naturdenkmales Veränderungen, Gefährdungen sowie den Untergang des Naturdenkmales unverzüglich der Landesregierung anzuzeigen. Sind auf Grund von Veränderungen oder Gefährdungen des Naturdenkmales zur Sicherung seines Bestandes neue oder zusätzliche Schutzmaßnahmen erforderlich, sind diese dem Eigentümer im Gegenzug bescheidmäßig bekannt zu geben und von diesem zu dulden.

### Unterschutzstellungsverfahren
Sobald die Absicht besteht, ein Naturgebilde als Naturdenkmal festzustellen, ist der Eigentümer bzw. Verfügungsberechtigte laut § 17 zu verständigen und Verhandlungen betreffend den Abschluss privatrechtlicher Vereinbarungen zu führen, die die Erhaltung, Gestaltung und Pflege der Naturgebilde fördern. Insbesondere hat das Land vertragliche Vereinbarungen mit Grundeigentümern oder sonstigen Nutzungsberechtigten anzustreben, um die Durchführung, Einschränkung oder Unterlassung der Bewirtschaftung und Nutzung von Grundflächen privatrechtlich abzusichern. In dieser Verständigung sind die zur unversehrten Erhaltung des Naturgebildes sofort durchzuführenden Schutzmaßnahmen zu umschreiben und vom Eigentümer (Verfügungsberechtigten) zu dulden. Derartige Schutzmaßnahmen sind vom Land als Träger von Privatrechten durchführen zu lassen. Ab dem Zeitpunkt der Verständigung gelten die Verfügungsbeschränkungen bezüglich von Eingriffen und Veränderungen bzw. Gefährdungen für den Zeitraum von sechs Monaten, sofern innerhalb dieser Frist das Naturgebilde nicht rechtskräftig als Naturdenkmal festgestellt wurde.

## Geschichte
Zum 1. April 1989 waren in Oberösterreich 396 Naturgebilde zu Naturdenkmalen erklärt worden, wobei insgesamt 25 der Naturdenkmale, insbesondere Bäume, wegen ihres schlechten Gesundheitszustandes und einer allenfalls damit verbundenen Gefahr für Menschen und Sachwerte widerrufen werden mussten. Die höchste Anzahl an Naturdenkmalen war bis 1989 im Bezirk Braunau am Inn wo 54 Naturdenkmale ausgewiesen worden. Im Bezirk Gmunden waren es 47, im Bezirk Vöcklabruck 36, im Bezirk Perg 33 und im Bezirk Freistadt 30. Die geringste Anzahl an Naturdenkmalen fanden sich in der Stadt Wels mit 3 Naturgebilden, im Bezirk Eferding mit 4, im Bezirk Wels-Land 8 und in der Stadt Steyr mit 9 Naturdenkmalen. Am 26. März 2014 waren bereits insgesamt 663 Naturgebilde zu Naturdenkmalen erklärt worden, wobei 546 Naturdenkmale bestanden und 117 Naturgebilden der Schutzstatus wieder entzogen worden war. Rund 80 Prozent der bestehenden Naturdenkmäler waren zu diesem Zeitpunkt Bäume, Baumgruppen oder Waldstücke, danach folgten Felsen und Steinblöcke mit rund 10 Prozent und Höhlen mit rund 5 Prozent. Nur noch rund 4 Prozent entfielen auf Gewässer, ein Prozent umfassten sonstige Pflanzengebiete wie Wiesen oder ähnliches.

## Naturdenkmale nach Bezirken
| Bezirk           | Unterschutz- stellungen | Naturdenkmale bestehend | Naturdenkmale gelöscht | Naturdenkmale /km² | Bäume und Baumgruppen | Sonstige Pflanzen | Gewässer | Felsen    | Höhlen   |
| ---------------- | ----------------------- | ----------------------- | ---------------------- | ------------------ | --------------------- | ----------------- | -------- | --------- | -------- |
| Braunau am Inn   | 75                      | 60                      | 15                     | 0,058              | 60                    | 0                 | 0        | 0         | 0        |
| Eferding         | 8                       | 6                       | 2                      | 0,023              | 5                     | 1                 | 0        | 0         | 0        |
| Freistadt        | 39                      | 34                      | 5                      | 0,033              | 23                    | 0                 | 0        | 11        | 0        |
| Gmunden          | 93                      | 80                      | 13                     | 0,056              | 50                    | 0                 | 6        | 4         | 20       |
| Grieskirchen     | 23                      | 18                      | 5                      | 0,031              | 17                    | 0                 | 0        | 1         | 0        |
| Kirchdorf        | 43                      | 34                      | 9                      | 0,027              | 19                    | 0                 | 4        | 4         | 7        |
| Linz             | 48                      | 40                      | 8                      | 0,41               | 39                    | 0                 | 1        | 0         | 0        |
| Linz-Land        | 21                      | 16                      | 5                      | 0,035              | 13                    | 1                 | 1        | 1         | 0        |
| Perg             | 48                      | 46                      | 2                      | 0,075              | 23                    | 0                 | 4        | 19        | 0        |
| Ried im Innkreis | 32                      | 23                      | 9                      | 0,039              | 22                    | 0                 | 0        | 1         | 0        |
| Rohrbach         | 35                      | 30                      | 5                      | 0,036              | 28                    | 0                 | 0        | 2         | 0        |
| Schärding        | 35                      | 23                      | 12                     | 0,037              | 19                    | 0                 | 2        | 2         | 0        |
| Steyr            | 17                      | 14                      | 3                      | 0,528              | 14                    | 0                 | 0        | 0         | 0        |
| Steyr-Land       | 31                      | 28                      | 3                      | 0,029              | 14                    | 2                 | 2        | 8         | 2        |
| Urfahr-Umgebung  | 33                      | 28                      | 5                      | 0,045              | 23                    | 1                 | 0        | 3         | 1        |
| Vöcklabruck      | 62                      | 51                      | 11                     | 0,048              | 45                    | 2                 | 1        | 2         | 1        |
| Wels             | 4                       | 4                       | 0                      | 0,087              | 4                     | 0                 | 0        | 0         | 0        |
| Wels-Land        | 16                      | 11                      | 5                      | 0,026              | 10                    | 0                 | 1        | 0         | 0        |
| Gesamt           | 663                     | 546 (82 %)              | 117 (18 %)             |                    | 438 (80 %)            | 7 (1 %)           | 22 (4 %) | 57 (10 %) | 30 (5 %) |

## Online-Präsenz
Informationen zu den oberösterreichischen Naturdenkmälern stehen im Geografisches Naturschutzinformationssystem (GENISYS) zur Verfügung, das eine Übersicht über die in Oberösterreich vorhandenen naturschutzrechtlich und naturschutzfachlich relevanten Flächen bietet. Das GENISYS beinhaltet bei den Schutzgebieten insgesamt folgende Flächenkategorien:
- Naturschutzgebiete, Landschaftsschutzgebiete und Geschützte Landschaftsteile
- Naturdenkmäler
- Nationalpark
- NATURA 2000-Gebiete